# 碧雲禪寺
23°48′53.9″N 120°37′25.5″E / 23.814972°N 120.623750°E
二水碧雲禪寺（俗稱巖仔）是一座位於臺灣彰化縣二水鄉惠民村有水坑的佛寺，山號為「蓬萊山」，供奉釋迦佛祖和觀世音菩薩。曾於2012年被建商魏明仁詐騙，因工程費糾紛遭法院拍賣產權，寺內僧人全數被逐出後更被改為「中華人民共和國台灣省社會主義民族思想愛國教育基地」，寺內佛教文物被象徵中國共產黨的文物取代。2018年彰化縣政府拆除違建並保留1922年的原廟體，同年舊廟體登錄為歷史建築，2019年法拍後由碧雲禪寺原住持釋懷宗得標，同年11月14日重新恢復為寺廟。

## 歷史

### 建立
該寺於1922年由台灣佛教四大法脈之一的大岡山超峰寺開山祖師義敬和尚在惠民村有水坑建立，原名「蓬萊寺」，供奉釋迦佛祖和觀世音菩薩，俗稱「巖仔」，但建成後義敬和尚並未進駐。此外，日僧東海宜誠禪師也曾在該寺弘法。1957年，該寺大雄寶殿落成。1959年，宏道法師及深圓法師合力重建。彰化縣政府原有意將該寺列為古蹟，但寺方因考慮擴建之必要性而未答應。

### 產權易主

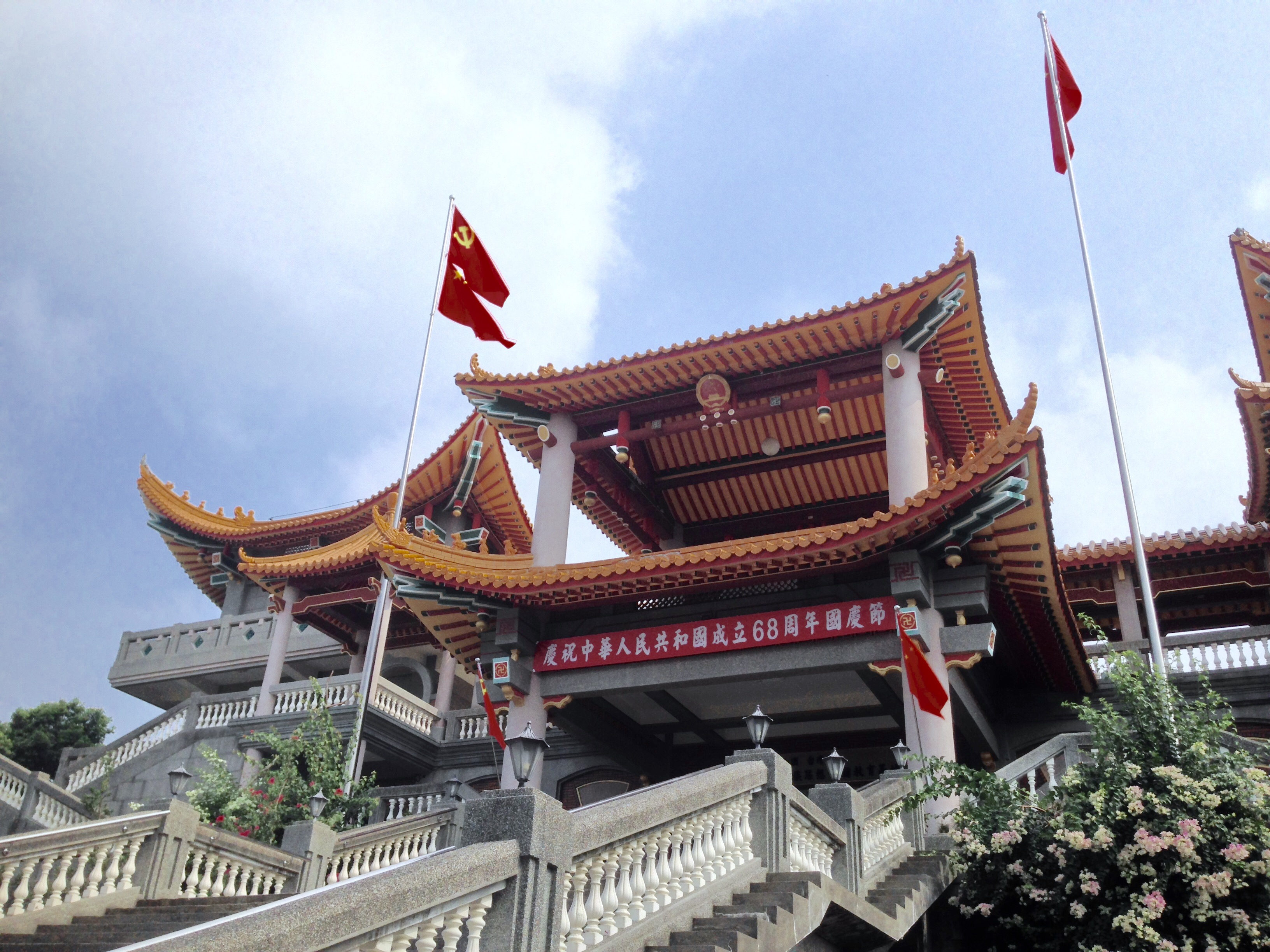
2017年原碧雲禪寺違建部分的廟體，2018年拆除

2002年，碧雲禪寺興建寺廟主體，廟方苦於建廟經費過於龐大，精技營造有限公司董事長魏明仁表示願借廟方新臺幣三千萬元，而廟方也因此將建廟工程交給他進行。契約明定前殿7千多萬、後殿6千多萬。
經過了約兩年的工期之後，魏明仁表示已施作新臺幣9,900多萬元的工程，廟方並依此金額支付魏明仁支票。為了避稅，魏明仁特別要求指定受款人為其本人，並在強制執行時將其權利轉讓予其姐。然而，由於遷入之後發現多項工程並未完成，廟方遂停止支付約新臺幣一千餘萬元的未兌現票款，並表示在持續付款的情形之下，建商卻都沒有開立發票。
爾後，建商將廟方做為保障付款依據的新臺幣3千多萬本票，向法院聲請本票裁定獲強制執行，寺廟所有權遭移交予建商，並於2012年2月23日點交。建商對此表示：「一切按照現行法制，看國家怎樣給我裁判，我就按照國家的裁判」。點交當日有多名僧人與信眾抗議，並有兩名僧人哭昏；建商當時並表示會另尋師父來主持新廟。嗣後，該寺遷移至貨櫃屋內。廟方指控建商利用出家人不熟法律條文，並欲控告建商詐騙。

### 易名改建
寺廟所有權移交後，建商魏明仁將該寺原址改為「中華人民共和國台灣省社會主義民族思想愛國教育基地」，並在2017年1月1日（元旦）10時01分舉行中華人民共和國國旗和中國共產黨黨旗升旗典禮，合唱《義勇軍進行曲》與《歌唱祖國》，吸引約二百人參加。時寺中大殿佛像已遭移除，並改寫爲「中國夢」三個大字。 典禮參與者多來自洪門和中華統一促進黨等團體以及陸配。原碧雲禪寺的信徒也在該日前往現場播放「阿彌陀佛」歌曲抗議。典禮結束後，魏明仁受訪表示其曾為國民黨黨員，然於退伍後即撕毀黨證，而民進黨執政則讓他失望；他更自稱「共產黨在臺灣的宣傳小兵」，透露希望與中華人民共和國裡應外合，早日解放臺灣。此外，根據網易新聞一篇戴軍的文章，魏明仁曾經表示“民進黨的所謂‘台獨’，骨子裡頭就是要對台灣人民實施“去中國化”的思想大清洗，企圖將台灣人民塑造成日本皇民的炮灰”。彰化縣長魏明谷則對此回應「有種就去中國升中華民國國旗」，並呼籲警方注意該組織在台灣的運作情況以維護國家安全。
碧雲禪寺鄰居的定覺寺則定期升起青天白日滿地紅旗，形成一種對比。

### 違建拆除

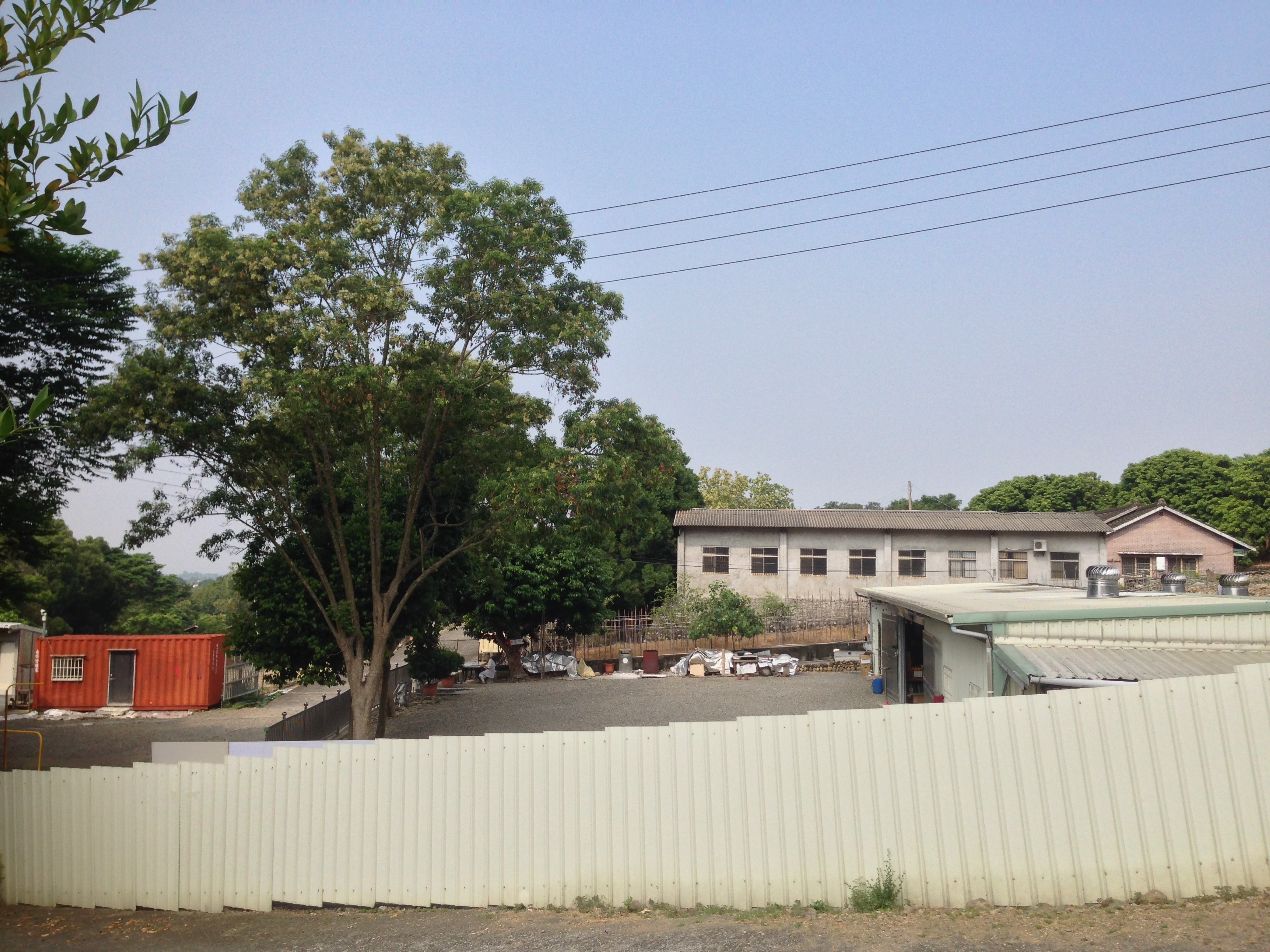
碧雲禪寺比丘尼臨時處

由於該寺部分建物屬於違章建築，彰化縣政府於2018年9月21日宣布於該日下午開始對該寺斷水、斷電。當縣府公務人員前往執行斷水斷電時，魏明仁朝公務員臉上揮拳，導致其下巴受傷、牙齒流血倒地，魏明仁當場遭員警逮捕，並依妨害公務罪與傷害罪嫌偵辦。同年9月26日，彰化縣長魏明谷下令強制拆除違規增建的部分廟體，未來僅保留1922年建成的廟體，並啟動登錄為歷史建築的程序。

### 寺廟恢復
2019年5月16日，所有權人魏明仁拒絕繳納新台幣490萬元的代拆費用，於是寺廟建築遭法拍，後由原碧雲禪寺比丘尼以1,612萬元得標。同年6月，碧雲禪寺清點交付予比丘尼。11月14日，觀世音菩薩、藥師佛等神像重回碧雲禪寺。2017年，白沙屯媽祖回鑾過境二水時，前住持曾率信徒攔轎喊冤，如今成功爭回寺產，也成為一段傳奇。